# Неккар
Не́ккар (нем. Neckar МФА: [ˈnɛkaʁ]о файле, алем. нем. Negger; устар. Некар) — река в Германии в федеральной земле Баден-Вюртемберг.
Протяжённость 371, по другим данным 397 км, площадь бассейна около 14 000 км². Впадает в Рейн в районе Мангейма (один из главных притоков (восточный, правый)). Побережье Неккара густо заселено, вдоль реки находятся десятки крупных городов.

## История
В 319 году император Валентиниан приказал изменить русло Nicer, восточного притока Рейна, и прошло оно с большими издержками. На берегах реки Неккар, в конце XIX столетия, находились многочисленные остатки римских построек.
Река начинается склонах Шварцвальда и Швабского Альба течёт преимущественно в узкой, местами каньонообразной, долине; сильно меандрирует. Средний расход воды в устье составляет 130 м³/с, максимум стока приходится на февраль — март. В суровые зимы замерзает. Судоходство до города Плохинген (203 км), на значительном протяжении Неккар канализован и шлюзован.
Название Неккар кельтского происхождения и означает «буйная вода». Развитие имени началось в дохристианские времена с названия Nikros, от праевропейского nik — «бросаться», которое через Nicarus и Neccarus стало Necker, а затем современным Neckar.
Исток Неккара находится в природоохранной зоне «Швеннингское болото» (нем. Schwenninger Moos) у города Филлинген-Швеннинген в Шварцвальде. Река судоходна от Мангейма до Плохингена. Недалеко от истоков Неккара находятся также истоки Дуная.

## Притоки

### Правые
- Фильс[7]
- Ремс[8]
- Мурр
- Кохер[7], впадает в Неккар, ниже Кохендорфа[9].
- Ягст[7]

### Левые
- Энц
- Элзенц

## Порты
- Мангейм
- Хайльбронн (ранее Гейльброн[10])
- Штутгарт
- Плохинген

## Города
- Безиггейм[11]
- Филлинген-Швеннинген
- Ротвайль
- Тюбинген
- Эслинген-ам-Неккар
- Хайдельберг

## В астрономии
В честь Неккара назван астероид (1223) Неккар, открытый 6 октября 1931 года немецким астрономом Карлом Райнмутом в  Гейдельбергской обсерватории, расположенной на берегу Неккара.

## Галерея
- Река в Гейдельберге. Вид на замок
- Меандр в Дильсберге
- Спрямлённое русло в Ильферсхайме